# Гросензе (Тюрингия)
Гросензе (нем. Großensee) — община в Германии, в земле Тюрингия. 
Входит в состав района Вартбург. Подчиняется управлению Берка/Верра.  Население составляет 204 человека (на 31 декабря 2010 года). Занимает площадь 3,27 км².

## Геология и минеральные ресурсы
Гроссензее лежит на краю бассейна Берка-Герстунгера с небольшой вторичной впадиной — бассейном Оберзулер и заливом Кляйнензеер. Эта широкая котловина окружена горными хребтами: на юго-западе — Зойлингсвальд, на юге — предгорья Переднего Рёна, на востоке — предгорья Тюрингенского леса, а на севере — горы Рихельсдорф. С геологической точки зрения это место относится к триасовой геологической формации. В районе месторождений калийных солей Верра имеются значительные залежи калийных солей под землей. В этом районе добывалась высококачественная глина над землей.